# 鯉川なつえ
鯉川 なつえ（こいかわ なつえ、1972年8月2日 - ）は、福岡県福岡市出身の日本の女子陸上競技元選手、指導者、スポーツ解説者。専門は長距離走・マラソン。

## 人物
福岡市立長丘中学校時代はバレーボール部に所属しており、全日本中学校バレーボール選手権大会に出場している。
その後、筑紫女学園高等学校へと進学し、高校3年時には全国高等学校総合体育大会（宮城）3000mで高校記録を樹立したが、レース終盤まで先頭を走りながらラスト100mで早狩実紀（京都・南八幡3年）にかわされ2位であった。さらに続くとびうめ国体（福岡）少年A3000mでも、レースを引っ張りながらラスト100mでまたしても高校記録を樹立した早狩にかわされ2位であった。
高校2年時の1989年に始まった全国高校駅伝大会・女子の部の第1回大会では3年寺崎史記がエース区間1区6kmを走り鯉川自身は最終5区5kmで区間賞を獲得したが、チームは市立船橋に次ぐ2位に終わった。3年時の1990年同第2回大会では2年に下司則子、1年に宮崎安澄らを擁し自らはエース区間1区で区間賞を獲得する活躍を見せたものの、チームは3位に終わった。また、横浜国際女子駅伝の代表に選ばれている。
順天堂大学に進んだ後、日本学生陸上競技対校選手権大会でハーフマラソンの日本学生記録をマークして優勝、1993年のユニバーシアードバッファロー大会に女子長距離走日本代表として選ばれる。卒業後は三田工業へと就職。
1995年9月3日のユニバーシアード福岡大会に女子マラソンに出場する。レース中盤から先頭を独走するも、高温多湿という悪条件による熱中症を発症し、ゴール手前の39km付近で完全に意識朦朧となり、コースを逆走したり迷走したりした末に昏倒した。鯉川は、30kmほど走って給水した時点から先の記憶がないと述懐している。この出来事は熱中症の事例として1998年の学会で発表された。
1998年には三田工業を退職（退職と相前後して同社は経営破綻を起こしている）し、順天堂大学陸上競技部の女子中長距離コーチに就任した。立教大学非常勤講師などを経て、2019年時点で順天堂大学スポーツ健康科学部教授、陸上部女子監督、女性スポーツ研究センター副センター長を務める。
2009年7月に第1子となる長男を出産した。
2015年12月より、年末恒例の全国高等学校駅伝競走大会・女子の部では、昨2014年まで担当していた山下佐知子に代わり、NHK総合テレビジョンの実況解説者を務めている。
2019年3月17日、TBSテレビ『消えた天才』にVTR出演。TBSスタジオ・ゲスト登場で、1972年度の同期生である高橋尚子は、学生時代の鯉川を「手が届くとか届かないとか、見えるとか見えないとかの世界では無くて、『神様』です」とコメント。なお1995年の福岡ユニバ女子マラソンにおいて、ゴール手前でリタイアしたレースに関し、鯉川は「鳥肌が立つくらい『生きてて良かった』と思いました」と述懐している。

## 著書
- 『【陸上競技版】4スタンス理論』（井上将憲(共著）、廣戸聡一(監修)、ベースボールマガジン社、2009/10、ISBN 978-4583101392）